# Лопатинцы (Жмеринский район)
Лопатинцы (укр. Лопатинці) — село на Украине, находится в Жмеринском районе Винницкой области.
Код КОАТУУ — 0521080306. Население по переписи 2024 года составляет 300 человек. Почтовый индекс — 23137. Телефонный код — 4332.
Занимает площадь 1,659 км².
В селе действует храм Чуда Архистратига Михаила в Хонех Жмеринского благочиния Винницкой епархии Украинской православной церкви.

## Адрес местного совета
23133, Винницкая область, Жмеринский р-н, с. Беликовцы